# Бутово (Ровненская область)
Бутово (укр. Бутове) — село в Заречненской поселковой общине Варашского района Ровненской области Украины.
До 2020 года входило в Заречненский район.
Население по переписи 2001 года составляло 528 человек. На 2012 год было зарегистрировано 432 жителя. Почтовый индекс — 34071. Телефонный код — 3632. Код КОАТУУ — 5622280703.

## История
В селе есть школа I—II степеней, клуб, библиотека, ФАП, отделение связи.
Название «Бутово» трактуется по-разному: то, что находится среди болот; или от слова «бутатись», что означает чваниться, задаваться; или от слова «бут», что означает камень.
В селе действительно очень много камней, даже отдельную местность здесь называют Каменец. Исследователь полесских топонимов Ярослав Пура утверждает, что двор из рода Бута назывался Бутов.
Есть ещё одно название — Бир, которая часто используется для названия села жителями окрестных сёл. Это название связано с большим и красивым лесом, от которого сейчас остались разве что только упоминания.
Древнейшие упоминания о Бутове достигают XVI века. Писцовая книга бывшего Пинского староства, составленная Пинским Старостою Станиславомъ Хвальчевскимъ въ 1552—1566 гг. , А издана в Вильно в типографии Сыркина 1884, даёт сведения о урочище «Бутовье» и называет года основания села: 1561—1566.
В начале XX века село было названо колонией «Бутов» (с ударением на о) в гмине Вичевка. Неподалёку была и колония Бутов Бродницкого. От которой из этих колоний пошло нынешнее название села, пока загадка истории.
Отдельные поселенцы, возможно, связаны ещё с эпохой казачества, ведь в селе есть местность, которая носит название Богун. Старожилы села утверждают, что процесс заселения села начался в начале XX века: крестьянам с Вичевки начали давать здесь землю, а они же перебирались сюда семьями и строились.
Сам господин делал наезды, а поскольку местность была болотистая, приказал крестьянам вымостить по дороге с Вичевки настил из брёвен. Жители назвали его «Накит».
Работала польская школа, которая находилась в хорошем помещении, однако учились в ней не все дети, а только те, кто жил на расстоянии не более двух километров. А поскольку здесь была хуторская система, то многие дети не ходили в школу.
В 1950 году был организован колхоз «Коммунар». Был и свой сельсовет, находившейся в доме Моторка Мусия Ивановича. В 1954 году и сельсовет, и колхоз были переведены в Вичевку, а Бутово стало лишь «бригадным селом», которое теперь не имело и не имеет до сих пор ни почты, ни сельсовета, ни аптеки, только ФАП, школу и клуб и только в 2010 году было сооружено церковь Московского патриархата.
Некоторое время село славилось своим кирпичным заводом.
В 1950 годах село входило в состав Высоцкого района, ещё позже — Дубровицкого, а с конца 50-х годов входило в Зареченский район.